# Kill for Me
Kill for Me (bra: Sentença de Morte) é um filme de suspense estadunidense de 2013 dirigido por Michael Greenspan e estrelado por Katie Cassidy e Tracy Spiridakos.

## Sinopse
Hayley Jones acaba de ir para a faculdade e aluga um quarto em uma república onde mora Amanda Rowe. E após se conhecerem melhor, as duas descobrem que ambas sofreram abusos por parte de homens no passado. O relacionamento das duas começa a crescer após Hayley proteger Amanda de um ex-namorado.

## Elenco
- Katie Cassidy como Amanda Rowe
- Tracy Spiridakos como Hayley Jones
- Donal Logue como Garrett Jones
- Adam DiMarco como Mark
- Shannon Chan-Kent como Zoe
- Torrance Coombs como Cameron
- Chelah Horsdal como Maria Klein
- Ryan Robbins como Detetive Ferris
- Colin Lawrence como Detetive Howe
- Leah Gibson como Natalie Ross
- Andrew Zachar como Steve